# いつか黄昏の街で
『いつか黄昏の街で』（いつかたそがれのまちで）は、毎日放送の制作により、TBS系列の「木曜座」（毎週木曜日22:00 - 22:54）の枠で、1981年（昭和56年）10月1日から同年12月24日まで放送されていたテレビドラマ。全13話。

## 概要
ファッション業界を舞台にして、そこにおけるデザイナーの激しい引き抜き競争に、男と女の愛憎劇などが絡むという作品。ファッションメーカーの窓際営業マン・瀬川高之は、デザイナー志望のモデル・和泉杏子から「ホテルのトイレで自殺を図ったみどりを発見した」と助けを求められる形で、黄昏の銀座で偶然出会う。やがていつしか二人は互いに惹かれ合うように。しかし、後に高之と杏子は仕事の上で、お互いの未来を賭けた敵同士の関係となる。お互いの将来を壊さないよう、忠実な気持ちをコントロールし合うが…。更に高之には婚約者が存在し、著名なデザイナーの真弓アイコとも接近する目的で男女の関係を持っていた。高之と3人の女性を巻き込み、男女の人間関係が際限無くなっていくドロドロとした模様を描いた物語。
主演を務めた沢田研二にとって『悪魔のようなあいつ』（TBS、1975年）以来6年ぶりの連続ドラマ出演であり、同じザ・タイガースのメンバーであった岸部シローとの共演作でもあった。
TBS制作以外でMBSが緑山スタジオを最初に使用したドラマである。

## キャスト
- 瀬川高之：沢田研二
- 和泉杏子：多岐川裕美
- 北象二：中山仁
- 真弓アイコ：佐藤友美
- 加能直行：近藤洋介
- 別所宗一郎：浜田光夫
- 瀬川育代：山本郁子
- 吉田登：岸部シロー
- 大塚晴子：井原千寿子
- 牧みどり：萬田久子
- 佐伯繁：早川純一
- 則竹一雄：山本清
- 前島次郎：大門正明
- 篠塚悦子：奈良富士子
- 志村周一：塚本信夫
- 志村夏子：富田恵子
- パティ：レイチェル
- 良平：竹村晴彦
- 土居：島英臣
- 花屋の店員：松山薫

## スタッフ
- プロデューサー：飯島敏宏、阿部祐三(木下プロ)、山田尚(MBS)
- 脚本：田向正健
- 演出：楠田泰之（第5話を除く全話）、森田光則（第5話）
- 演出補：藤原幣吉 ほか
- 音楽：羽田健太郎
- 音響効果：寺田卓夫
- 制作補：荒井光明
- 技術：島崎孝雄
- カメラ：高田裕
- 照明：大塚基夫
- 音声：片岡博司
- カラー調整：多嘉良勲
- VTR：荒井悦治
- デザイン：加藤昌男
- 美術制作：平野裟一
- ファッション・アドバイザー：吉田ヒロミ
- メイク：ユミ・ビュアクス
- 衣裳：京都衣裳
- 衣装協力：ハナムラ、プレイロード
- ロケーション協力：青山・第一園芸
- 大道具：東宝舞台
- 小道具：テレフィット
- 持道具：京阪商会
- 植木：アサヒ植木
- 装身具協力：赤坂セリメーヌ
- 制作協力：東通
- 製作：木下プロダクション、毎日放送

## 主題歌
- エア・サプライ『あなたのいない朝（I'll Never Get Enough Of You）』